# Municipio de Lake Emma
El municipio de Lake Emma (en inglés: Lake Emma Township) es un municipio ubicado en el condado de Hubbard en el estado estadounidense de Minnesota. En el año 2010 tenía una población de 985 habitantes y una densidad poblacional de 10,54 personas por km².

## Geografía
El municipio de Lake Emma se encuentra ubicado en las coordenadas 47°1′22″N 94°58′24″O / 47.02278, -94.97333. Según la Oficina del Censo de los Estados Unidos, el municipio tiene una superficie total de 93.47 km², de la cual 72,85 km² corresponden a tierra firme y (22,06 %) 20,62 km² es agua.

## Demografía
Según el censo de 2010, había 985 personas residiendo en el municipio de Lake Emma. La densidad de población era de 10,54 hab./km². De los 985 habitantes, el municipio de Lake Emma estaba compuesto por el 96,75 % blancos, el 0,1 % eran afroamericanos, el 0,71 % eran amerindios, el 0,1 % eran asiáticos, el 0,3 % eran de otras razas y el 2,03 % eran de una mezcla de razas. Del total de la población el 1,73 % eran hispanos o latinos de cualquier raza.